# Ghost (canção de Ella Henderson)
"Ghost" é uma canção da cantora e compositora britânica Ella Henderson, gravada para o seu primeiro álbum de estúdio Chapter One. Henderson foi uma das finalistas da nona edição do The X Factor UK e terminou em sexto lugar, sendo uma das favoritas ao prêmio. A música foi composta por ela, Ryan Tedder e Noel Zancanella, e produzida por Tedder e Zancanella.
O videoclipe foi gravado em 10 de março de 2014 em Nova Orleans, Estados Unidos e lançado no dia 23 de abril de 2014.

## Antecedentes
Em 18 de novembro de 2012, Henderson ficou em sexto lugar na 9º edição do The X Factor UK, sendo uma das favoritas ao prêmio. No dia 15 de dezembro do mesmo ano, durante uma entrevista no programa irlandês The Saturday Night Show, ela revelou que havia assinado um contrato com a gravadora Sony Music. Em 22 de janeiro de 2013, foi confirmado o contrato de Ella com a gravadora de Simon Cowell, um dos jurados do programa, a Syco Music, um dos selos da Sony Music Entertainment. Em relação a assinatura de contrato, Ella revelou:  

"A coisa mais importante que eu estava procurando era poder se envolvida de forma criativa, e uma gravadora que me presenteasse com a melhor equipe para mostrar o melhor de mim."

"Ghost" foi co-escrita por Henderson, Ryan Tedder, vocalista da banda OneRepublic; pelo produtor Noel Zancanella e produzida por Tedder e Zancanella. A canção foi gravada no estúdio musical de Ryan na cidade de Denver, Estados Unidos; em 12 de janeiro de 2014, no mesmo dia em que Ella estava completando 18 anos. Em março de 2014, a música foi confirmada como single de estreia da cantora e foi lançada posteriormente no dia 8 de junho de 2014.

## Recepção da crítica
Lewis Corner do website Digital Spy deu uma avaliação positiva para a música e destacou:

"O resultado final do single de estreia de Ella, "Ghost", seria digno de um vencedor, mesmo que fosse de uma vítima do choque da eliminação no meio de uma competição. "Eu continuou indo ai rio para orar/Porque eu preciso de algo que possa lavar essa dor", Henderson confessa sobre batidas de músicas semelhantes do folclore americano, e finalizou com pontadas de guitarras, ficando entre o coração enraizado de Adele e a sensibilidade pop de Leona Lewis. É obscuro, é um ninho, cheio de dor, mas o mais importante para Ella, é que é uma estreia inesquecível.

## Desempenho nas tabelas musicais
"Ghost" estreou na primeira posição do UK Singles Chart em 15 de junho, vendendo 132,000 mil cópias em sua primeira semana de venda. A canção permaneceu nessa mesma posição por duas semanas, superando a banda 5 Seconds of Summer e seu single "Don't Stop". A canção recebeu um certificado de prata da BPI por vender mais de 200,000 mil cópias no Reino Unido.
Na República da Irlanda, a canção estreou no topo da parada de singles irlandesa. O mesmo aconteceu na Nova Zelândia, Bélgica, Suíça e Austrália.

## Videoclipe
Um videoclipe para a canção foi gravado no dia 10 de março de 2014, em Nova Orleans, Luisiana, e estreou no canal Vevo da cantora no dia 23 de abril de 2014. O vídeo começa com um homem recuperando o fôlego, provavelmente após correr muito. Ao decorrer da música, o homem é perseguido por policiais e cachorros farejadores enquanto Ella Henderson entoa seus versos em um hotel com iluminação vermelha. Flashbacks do rapaz e uma jovem também aparecem frequentemente. Durante algumas partes, um homem barbudo e aparentando ter um pouco mais de idade é visto em um quarto possivelmente no mesmo hotel de Henderson. Nos minutos finais, a cantora passa a perfomar a música em uma rua com carros de policias atrás e os dois homens se encontram.O videoclipe foi dirigido por Charles Mehling.

## Lista de faixas
| Download digital - Single |         |         |  |
| N.º                       | Título  | Duração |  |
| 1.                        | "Ghost" | 3:36    |  |

| Download digital - Remixes |                                   |         |  |
| N.º                        | Título                            | Duração |  |
| 1.                         | "Ghost" (Switch Remix Radio Edit) | 3:40    |  |
| 2.                         | "Ghost" (Kastle Remix Radio Edit) | 3:36    |  |
| 3.                         | "Ghost" (Oliver Nelson Remix)     | 5:04    |  |

## Posições e certificações

### Posições nas tabelas musicais semanais
| Tabela musical (2013-14)                                   | Melhor posição |
| ---------------------------------------------------------- | -------------- |
| Reino Unido - UK Singles (Official Charts Company)         | 1              |
| Escócia - Scottish Singles Chart (Official Charts Company) | 1              |
| Nova Zelândia - Recorded Music NZ                          | 29             |
| Irlanda - Irish Recorded Music Association                 | 1              |
| União Europeia - Euro Digital Songs                        | 1              |
| Suíça - Swiss Hitparade                                    | 69             |

### Certificações
| País              | Certificação |
| ----------------- | ------------ |
| Reino Unido (BPI) | Prata        |